# 河东街道 (柳州市)
河东街道，是中华人民共和国广西壮族自治区柳州市城中区下辖的一个乡镇级行政单位。

## 行政区划
河东街道下辖以下地区：
鹿山社区、山水社区、河东村和牛车坪村。